# エミリオ・サンチェス・ペリエ
エミリオ・サンチェス・ペリエ（Emilio Sánchez Perrier、1855年10月15日 - 1907年9月13日）はスペインの画家である。風景画や「オリエンタリズム」の作品を描いた。

## 略歴
セビリアで生まれた。父親のもとで時計職人の仕事をしていたが、13歳の時、セビリアの美術学校に入学しホアキン・ドミンゲス・ベッケルとエドゥアルド・カノ・デ・ラ・ペーニャに学んだ。 1877年にマドリードの王立サン・フェルナンド美術アカデミーでも学び、ベルギー生まれの画家、カルロス・デ・アエス(Carlos de Haes)に学んだ。
1879年にパリに旅し、ジャン＝レオン・ジェロームやフェリックス・ジアンのもとで修行を続けた。フランスではバルビゾン派の画家たちとも交流した。
ヴェネツィア、イギリスを旅し、タンジェなど北アフリカの町でも風景を描いた。　
1880年頃、スペインに帰国し、セビリアの美術学校の教授に任じられた。セビリア県のアルカラ・デ・グアダイラをしばしば訪れ、マヌエル・ウッセル・デ・ギンバルダ(Manuel Ussel de Guimbarda)を中心とする画家たちと活動した。マルティン・リコ(Martín Rico)とグラナダで活動することもあった。
1896年に結核と診断され、療養するも1907年に死亡した。
水辺の風景を描くのを得意とした。

## 作品

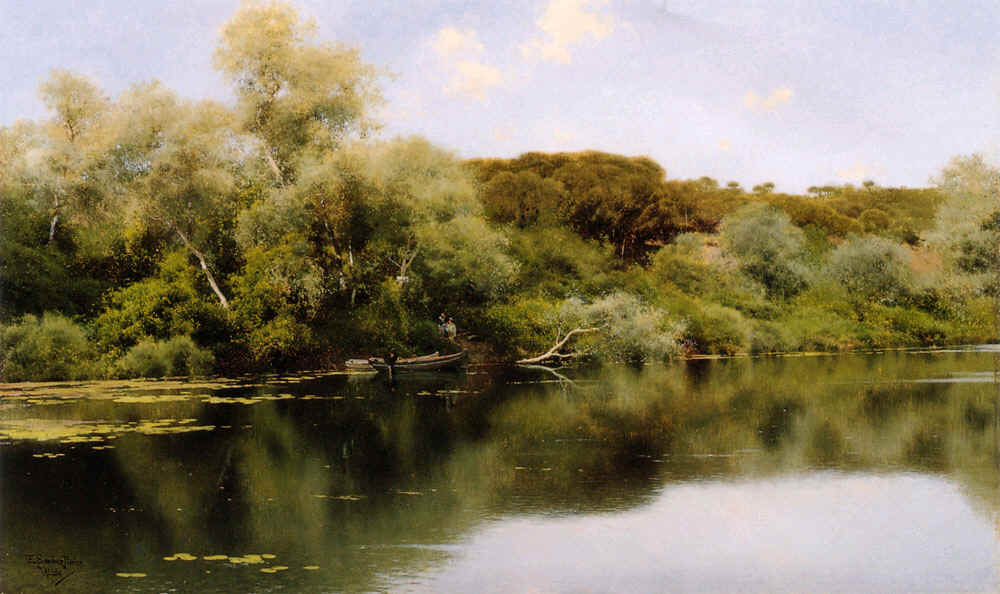
Rio Alcala
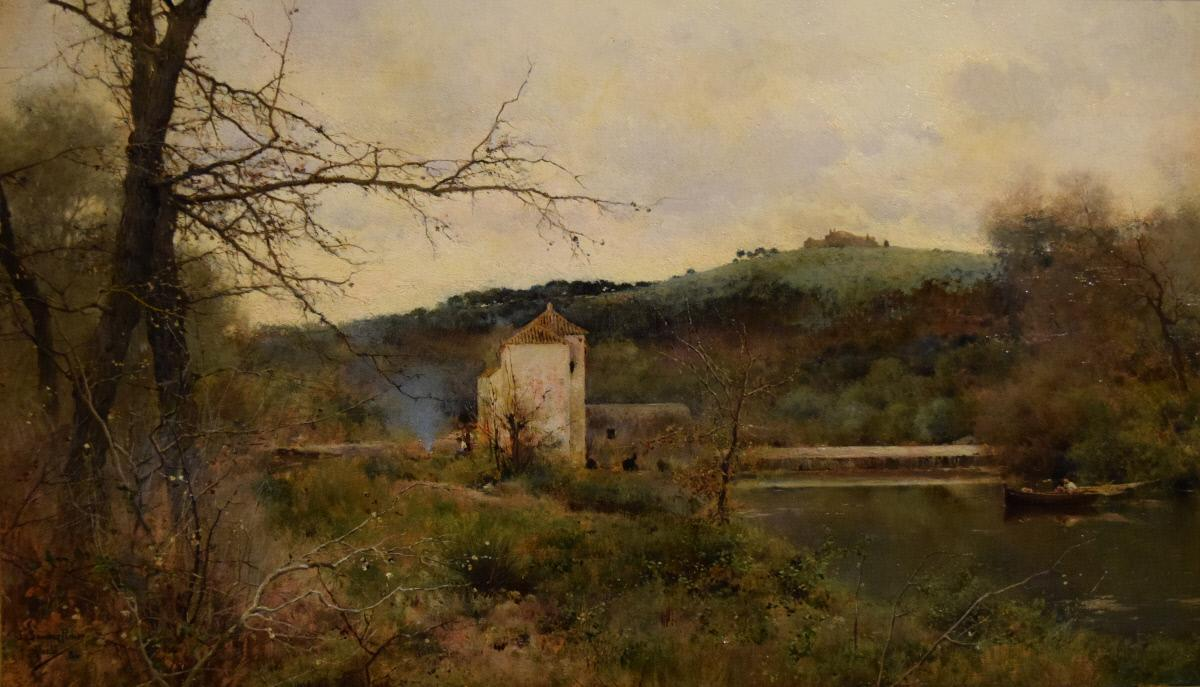
Alcalá (1884)
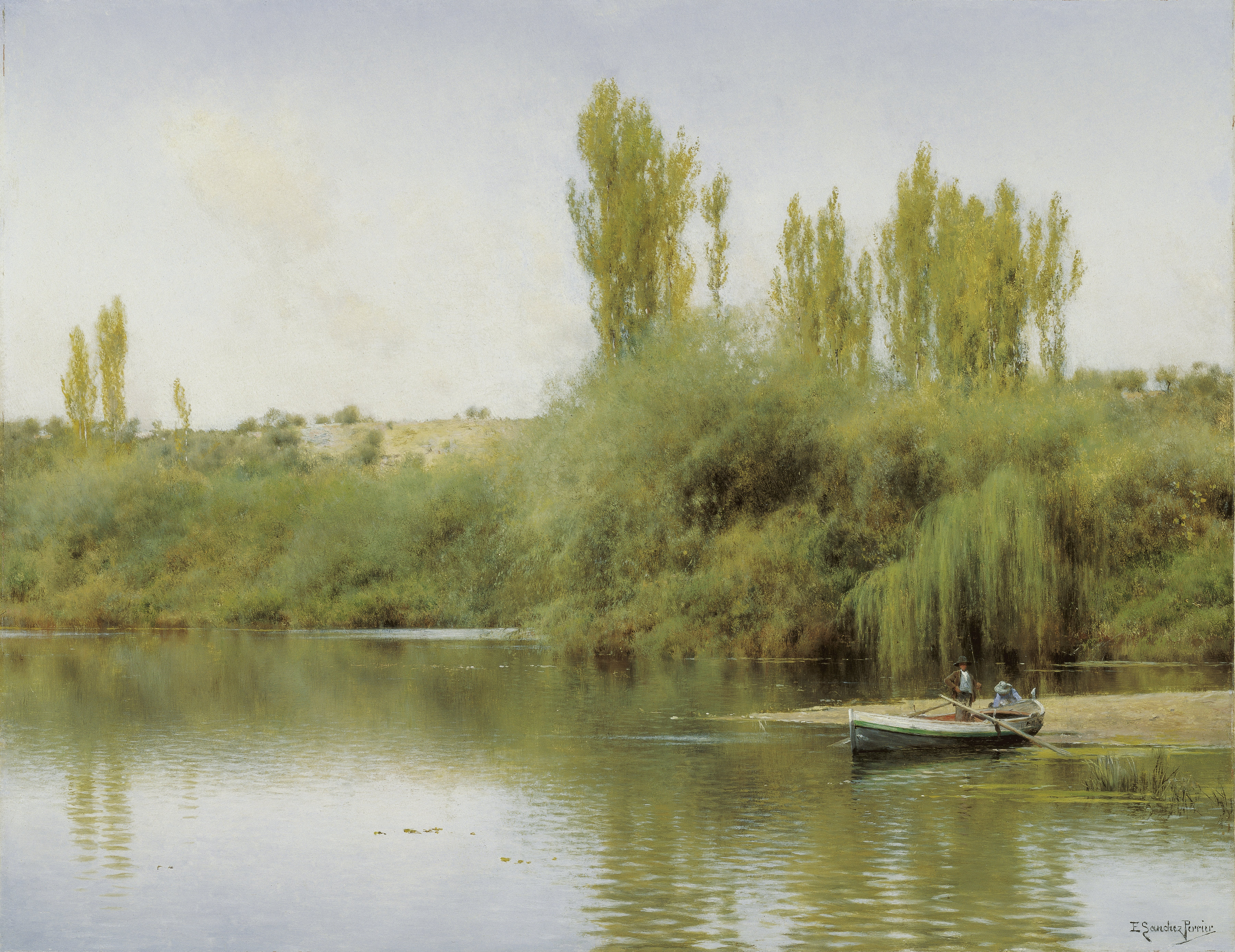
Bank of the Guadaira with Boat (c.1890)
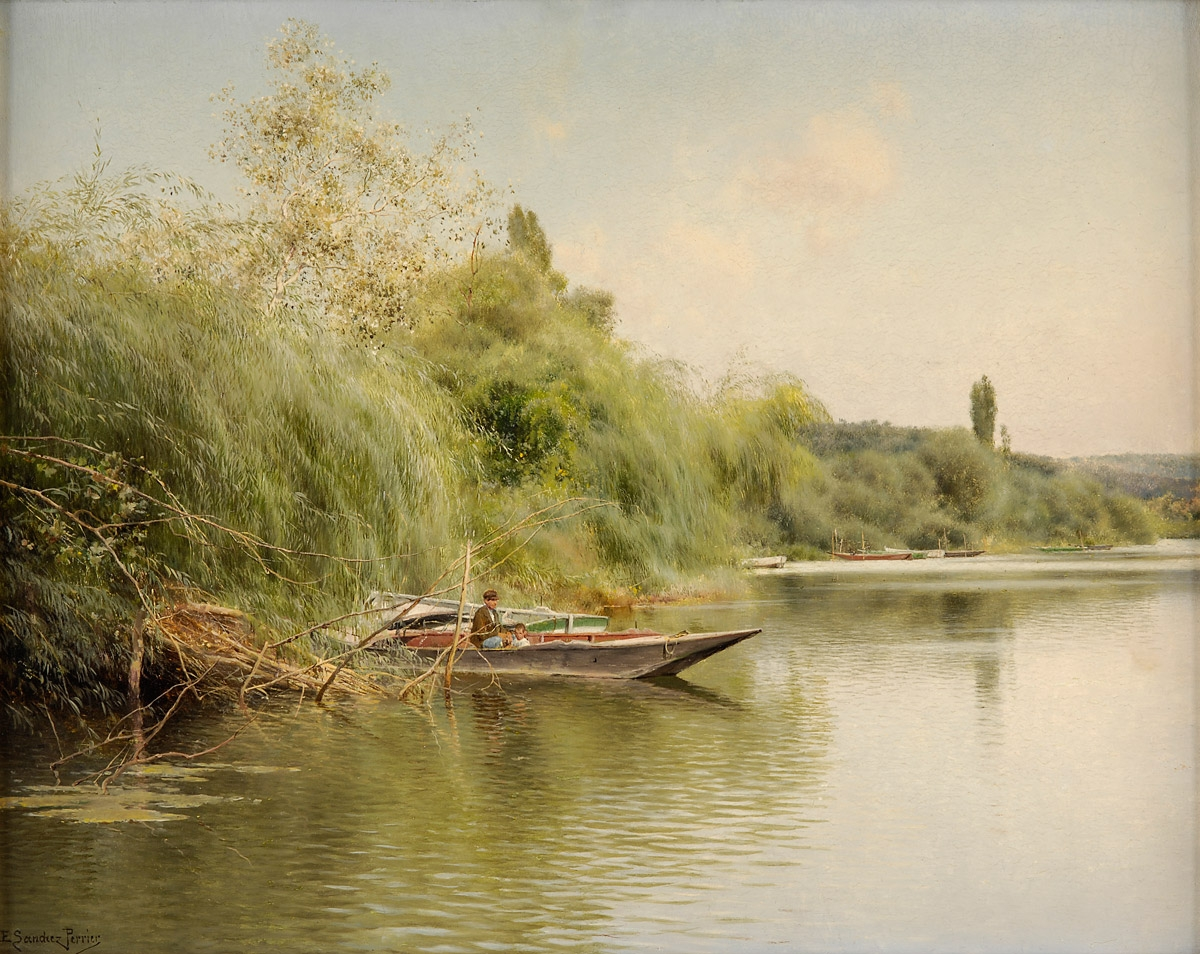
漁師の親子(c.1907)
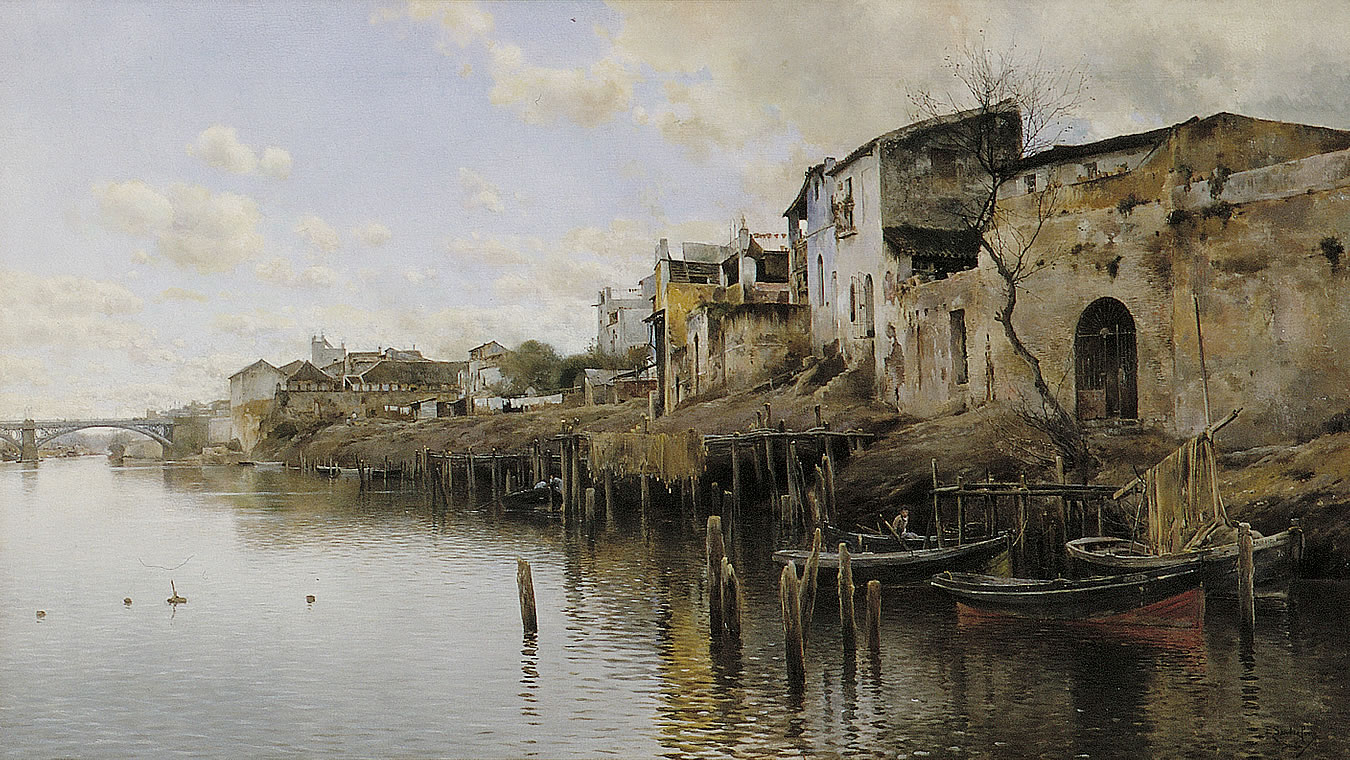
Triana
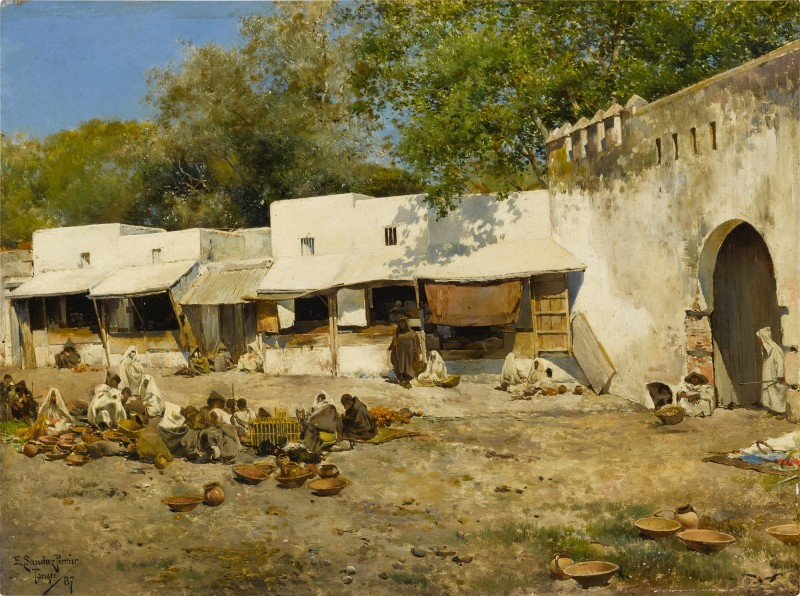
タンジェの市場